# Distretto di Mulanje
Il distretto di Mulanje (Mulanje District) è uno dei ventotto distretti del Malawi, e uno dei dodici distretti appartenenti alla Regione Meridionale. Copre un'area di 2056 km² e ha una popolazione complessiva di 428.322 persone. La capitale del distretto è Mulanje. 